# 赫德曼站
利斯站（英語：Hurdman Station）是一座位於加拿大渥太華的輕軌車站，是渥太華輕鐵1號線和建設中的3號線的途徑車站。

## 位置
本站設立於赫德曼公交車站东南侧。

## 歷史
本車站所在位置起初僅為兩條渥太華快速公交系統的樞紐車站，兩條快速公交道分別連接市中心的南基斯，其中往南基斯方向車道可在格林伯勒站與2號線換乘。
2011年7月，渥太華市議會宣佈通過輕鐵1號線建設方案，本站在保留原公交樞紐站的基礎上新增輕軌車站。
2015年9月，渥太華卡爾頓交通局宣佈關閉本站原站台並設臨時站台供公交車使用，原有站台於同年11月完成拆除。2019年9月14日，本站隨1號線開通運營重建完成。

## 車站結構
本車站為高架車站，側式站台設計。站廳則設立於站台下層，其出口南端與公交車站相連。

## 站內藝術
本站內包含一件藝術品：由吉爾·安霍爾特（英語：Jill Anholt）所創作的位於車站入口處的吊掛雕塑「協調運動」（英語：Coordinated Movement）。

## 車站樓層
| 地上二層 站台層 | 側式站台，右側開門        | 側式站台，右側開門             |
| 地上二層 站台層 | 1號線往特尼牧場（利斯）   |                                |
| 地上二層 站台層 | 1號線往布萊爾（特朗布萊） |                                |
| 地上二層 站台層 | 側式站台，右側開門        |                                |
| 地面層 站廳層   | 站廳                      | 出入口、自動售票機、進出站閘機 |

## 出口
| 出口      |  | 渥太華大學 | A等候站： N45 N97 B等候站： 609 613 645 R-1 C等候站： 40 90 93 97 98 99 190 294 299 D等候站： 10 45 48 49 88 92 96 199 290 E等候站： 9 42 44 46 291 殘疾人預約車等候站： Para |  |
| 註： 設有 |  |            | |  |

## 外部鏈接
- 站臺網站（英文） （页面存档备份，存于）